# Кызылбулак (Челябинская область)
Кызылбулак (тат. Кызылболак, рус. — Красный ключ) — деревня в Аргаяшском районе Челябинской области. Входит в состав Худайбердинского сельского поселения.

## История
Деревня основано в первой половине 1920 года. Первые жители татарские переселенцы из Уфы («кызыл булак» в переводе с татарского «красный подарок»).

## География
Расположена в северо-западной части района, на берегу озера Хагальгим. Расстояние до районного центра, села Аргаяш 15 км, до центра сельского поселения поселка Худайбердинский — 1 км.

## Население
| 2002 | 2010 |
| ---- | ---- |
| 122  | ↘94  |

(в 1970—209, в 1983—132, в 1995—126)

## Улицы
- Озерная улица
- Лесной переулок
- Дачный переулок

## Инфраструктура
- ООО «Агрофирма „Элита“»